# Cantone di Les Herbiers
Il Cantone di Les Herbiers è una divisione amministrativa degli arrondissement di Fontenay-le-Comte e di La Roche-sur-Yon.
A seguito della riforma complessiva dei cantoni del 2014 è passato da 8 a 17 comuni.

## Composizione
Prima della riforma del 2014 comprendeva i comuni di:
- Beaurepaire
- Les Epesses
- Les Herbiers
- Mesnard-la-Barotière
- Mouchamps
- Saint-Mars-la-Réorthe
- Saint-Paul-en-Pareds
- Vendrennes

Dal 2015 i comuni sono diventati 17, ridottisi poi ai seguenti 14 per effetto della fusione di Les Châtelliers-Châteaumur, La Flocellière, La Pommeraie-sur-Sèvre e Saint-Michel-Mont-Mercure nel nuovo comune di Sèvremont:
- Chavagnes-les-Redoux
- Les Epesses
- Les Herbiers
- La Meilleraie-Tillay
- Monsireigne
- Montournais
- Mouchamps
- Pouzauges
- Réaumur
- Saint-Mars-la-Réorthe
- Saint-Mesmin
- Saint-Paul-en-Pareds
- Sèvremont
- Tallud-Sainte-Gemme